# Redvers
Redvers es un pueblo canadiense situado en la provincia de Saskatchewan.

## Superficie
Redvers tiene una superficie de 2,9 km².

## Demografía
En 2021, tenía 1008 habitantes, una densidad poblacional de 348,2 hab./km², y 514 viviendas.